# Зрубавель, Яаков
Яаков Зрубавель (ивр. יעקב זרובבל‎, имя при рождении Яков-Израиль Виткин; 14 (26) января 1886, Полтава, Российская империя — 2 июня 1967, Тель-Авив, Израиль) — деятель рабочего сионизма, публицист и писатель, один из основателей и лидеров движения «Поалей Цион», а в дальнейшем — израильской партии МАПАМ. Член руководства Всемирной сионистской организации и Еврейского агентства.

## Биография
Яков-Израиль Виткин родился в 1886 году в Полтаве. Его отец Эфраим Арон Виткин, чей возраст к этому времени приближался к 60 годам, был известным в городе софером и меламедом, а мать занималась выпечкой хлеба. В первые годы мальчик получал частное образование у лучших местных учителей, но после смерти отца, в 12 лет, продолжил обучение в публичной школе, где преподавание общих предметов велось по-русски. По окончании школы мать собиралась отдать Якова в иешиву, но он настоял на получении рабочей профессии и четыре года учился на столяра.
В 17 лет Яков начал помогать старшему брату, рисовавшему вывески и делавшему надписи на надгробиях. В это же время он присоединился к движению «Поалей Цион», которое в это время формировалось в Полтаве под руководством Исаака Шимшелевича (в дальнейшем известного как Ицхак Бен-Цви). Когда в дни революции 1905—1907 годов по Российской империи прокатилась волна погромов, Виткин и Шимшелевич занялись созданием в Полтаве отрядов еврейской самообороны, для которых Виткин контрабандой провёз с германской границы 40 пистолетов; в результате еврейские погромы в Полтаве удалось предотвратить. В эти же дни Яков взял себе подпольный псевдоним Зрубавель, который со временем стал его литературным псевдонимом, а затем и официальной фамилией.
Виткин, с детства увлекавшийся литературой и сочинявший художественные произведения на русском и идише, стал одним из спикеров движения «Поалей Цион», выступая на ключевые темы на языке идиш. В 1905 году он принял участие в работе регионального конгресса «Поалей Цион» в Полтаве, а затем на учредительном съезде движения, где был избран в его центральный комитет. Вместе с Бером Бороховым он начал издавать нелегальную газету «Поалей Цион» на русском языке, однако вскоре часть руководства движения и редакции газеты была арестована. Виткин избежал ареста, поскольку в тот день не ночевал дома. Вместе с другими членами ЦК он перебрался в Вильну. Там с 1906 года под руководством Зрубавеля начало действовать издательство «Дер Хамер».
Подпольная деятельность Зрубавеля в Вильне неоднократно приводила к его арестам; в общей сложности в 1907—1908 годах он провёл в предварительном заключении полтора года, однако в суде был оправдан. После освобождения Зрубавель издавал в Вильне ежемесячник «Ди Югендштиме» («Голос молодёжи»), но в 1908 году был вынужден эмигрировать.
Обосновавшись в Галиции (в это время в составе Австро-Венгрии), Зрубавель участвовал в издании газет «Дер Идишер Арбетер» на идише и «Дос Фрайе Ворт» на русском языке и выступал с лекциями в различных городах, ведя сионистскую агитацию. Когда ему было предложено на выбор продолжить партийную деятельность в Аргентине или в Палестине, Зрубавель предпочил вторую и прибыл туда в 1910 году.

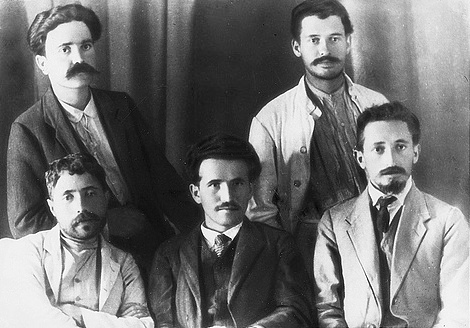
Редакция газеты «Ха-Ахдут»: сидят (слева направо) Йосеф Хаим Бренер, Давид Бен-Гурион, Ицхак Бен-Цви, стоят Зрубавель, Ахарон Реувени

В Палестине Зрубавель с октября 1910 года был заместителем Ицхака Бен-Цви в руководстве движения «Поалей Цион», а на съезде в апреле 1911 года был избран секретарём ЦК партии и главным редактором партийной газеты «Ха-Ахдут» («Единство»); однако в следующие несколько лет партийные противоречия привели к тому, что Зрубавель оказался фактически оттеснён от руководства «Поалей Цион», где главную роль начал играть Давид Бен-Гурион. После начала мировой войны Зрубавель выступал с резкими публикациями, критикующими политику турецких властей по отношению к евреям Палестины, и был арестован. Ему удалось совершить побег из тюрьмы, после чего он был заочно приговорён к 15 годам каторжных работ.
Несколько месяцев Зрубавель, официально имевший турецкое подданство, вёл в Палестине подпольный образ жизни, пользуясь поддельными документами на различные имена. Позже он добрался до Бейрута, откуда по фальшивому паспорту отплыл на американском военном корабле в Нью-Йорк, добравшись туда в конце 1915 года. В США Зрубавель снова занялся изданием печатного органа «Поалей Цион» — «Дер Идишер Кемфер», а после Февральской революции вместе с Бороховым вернулся в Россию. После смерти Борохова Зрубавель перебрался из Петрограда в Киев, где руководил работой сионистских организаций и был арестован вступившей в город германской армией. После освобождения направился в Москву, где вёл переговоры о положении российских евреев с Наркомнацем, добиваясь создания отдельных еврейских рабочих советов вопреки противодействию Евсекции. Вёл организационную деятельность и сионистскую агитацию на Украине под руководством Скоропадского, в Минске был избран в местный совет от «Поалей Цион» и вёл борьбу с представителями «Бунда».
После отступления германской армии и формирования границ независимой Польши Зрубавель остался в ней и провёл там 18 лет. Он был одним из руководителей регионального отделения «Поалей Цион», а после раскола в партии в 1920 году — «Левых Поалей Цион», занимая пост председателя ЦК и главного редактора партийной газеты. В эти годы он женился на школьной учительнице Фриде Лесельбойм. Зрубавель несколько раз посещал в эти годы подмандатную Палестину, но не мог получить разрешения на постоянное место жительства.
Въезд на постоянное жительство в Палестину был разрешён Зрубавелю только в 1935 году. В Палестине он занялся изданием газет и журналов на идише. С 1937 года входил в руководство Гистадрута, а в 1939 году принял участие в работе XXI Сионистского конгресса. Зрубавель был избран в исполнительный комитет Всемирной сионистской организации, а также в правление Асефат ха-Нивхарим (Собрание депутатов, высший выборный орган палестинского ишува).
В 1948 году Зрубавель был избран членом правления Еврейского агентства. Его усилия сыграли заметную роль в объединении «Левых Поалей Цион» и партии «Ахдут ха-Авода», а затем и движения «Ха-шомер ха-цаир», которое легло в основу создания партии МАПАМ. Принимал активное участие в работе Общества израильско-советской дружбы и Союза израильских писателей на идиш, продолжал издание СМИ на русском языке и идише и вёл борьбу за признание языка идиш официальным в Государстве Израиль. Умер Яаков Зрубавель в 1967 году в Тель-Авиве.